# Nuts in May
Nuts in May è un cortometraggio muto del 1917, diretto da Robin Williamson. Rappresenta il debutto cinematografico dell'attore Stan Jefferson più conosciuto successivamente come Stan Laurel.
Il cortometraggio è stato girato ai Bernstein Studios, a Hollywood, California. Di questo film è sopravvissuto uno spezzone di poco più di un minuto nel quale si vede Stan Laurel compiere alcune acrobazie a bordo di un rullo compressore.
Lo spezzone termina con Stan portato via da un gruppo di persone verso una casa di cura. 
Gran parte del film è stato usato per il corto Mixed Nuts nel 1922.

## Trama
Stanlio è un matto della casa di cura "Home of the Weak-Minded" da cui scappa. Il problema è che Stanlio crede di essere Napoleone Bonaparte e con questo proposito indossa il famoso bicorno e va in giro a combinar guai. Solo alla fine della commedia verrà ripreso e ricondotto nella casa di cura.

## Cast
- Stan Laurel - il matto (come Stan Jefferson)
- Mae Dahlberg
- Lucille Arnold
- Owen Evans
- Charles Arling